# Селена (певица)
Селе́на Кинтани́лья-Пе́рес (исп. Selena Quintanilla-Pérez, известная под мононимом Селена; 16 апреля 1971, Лейк-Джексон, США — 31 марта 1995, Корпус-Кристи, США) — американская певица, автор песен, модель, актриса и дизайнер. Одна из самых успешных мексикано-американских исполнителей XX века. Музыкальные критики и общественность прозвали её «Королевой техано», а также «Мадонной музыки техано» за стиль одежды. В журнале Billboard её назвали наиболее коммерчески успешной латиноамериканской исполнительницей 1990-х годов. Селена входит в число самых влиятельных латиноамериканских исполнителей всех времён, а также ей приписывается вывод жанра в мейнстрим.
Селена дебютировала на музыкальной сцене в 1980 году как солистка группы Selena y Los Dinos. В 1980-х певицу часто критиковали и отказывали ей в выступлениях с музыкой в стиле техано по всему штату Техас, так как считалось, что это мужской музыкальный жанр. Тем не менее, популярность Селены возросла в 1987 году, после победы на Tejano Music Awards в номинации «Лучший женский вокал». Эта награда вручалась ей следующие девять лет подряд. В 1989 году Селена подписала контракт с EMI Latin и выпустила дебютный сольный альбом Selena, а через год — пластинку Ven Conmigo.
В 1992 году Селена представила альбом Entre a Mi Mundo, который возглавил хит-парад Billboard Regional Mexican Albums и находился на вершине чарта восемь месяцев подряд. Пластинке сопутствовал коммерческий успех и музыкальные критики назвали её прорывом в карьере Селены. Композиция под названием «Como la Flor» считается одной из самых популярных сольных песен певицы. Концертный альбом Live!, выпущенный в 1993 году, принёс ей победу на «Грэмми» в номинации «Лучший мексикано-американский альбом», позволив Селене стать первой исполнительницей техано, получившей данную награду. В 1994 году Селена выпустила диск Amor Prohibido, который оказался в числе самых продаваемых латиноамериканских альбомов в Соединённых Штатах. Пластинка ознаменовала начало эпохи музыки техано, пользующейся спросом на рынке и ставшей одним из самых популярных поджанров латиноамериканской музыки в то время.
31 марта 1995 года Селену застрелила Иоланда Сальдивар, подруга и бывший менеджер её бутиков, из-за конфликта, связанного с пропажей денег из фан-клуба и магазинов Селены. Вскоре Сальдивар приговорили к пожизненному заключению с возможным условно-досрочным освобождением через 30 лет. Две недели спустя Джордж Буш объявил день рождения певицы Днём Селены в Техасе. Посмертная англоязычная пластинка Селены Dreaming of You (1995) стала первым альбомом латиноамериканского исполнителя, дебютировавшим на вершине хит-парада Billboard 200. В 1997 году компания Warner Bros. выпустила фильм о жизни и карьере певицы под названием «Селена», в котором главную роль исполнила Дженнифер Лопес.
По состоянию на 2016 год по всему миру было продано более 65 миллионов пластинок Селены, что делает её самой коммерчески успешной исполнительницей в истории латиноамериканской музыки.

## Биография

### 1971—1988: Детство и начало карьеры
Селена Кинтанилья родилась 16 апреля 1971 года в городе Лейк-Джексон (штат Техас) в семье Марселы Офелии Кинтанильи (урождённой Саморы), чероки по национальности, и Авраама Кинтанильи-младшего, бывшего американского музыканта мексиканского происхождения. Оба родителя были Свидетелями Иеговы. Музыкальные способности Селены заметил её отец, когда девочке было шесть лет. «Я моментально разглядел её замечательное чувство ритма и способность попадать в ноты» — говорил Авраам в интервью журналу People. В 1980 году Авраам открыл в Лейк-Джексоне свой первый техасско-мексиканский ресторан «Papa Gayo’s», где Селена, её старшие брат Авраам III (Эйби) и сестра Сюзетт Кинтанилья часто выступали. Селена была вокалисткой, а Эйби и Сюзетт играли на бас-гитаре и ударных соответственно. Через год ресторан был вынужден закрыться из-за кризиса, вызванного перепроизводством нефти в 1980-х годах. Обанкротившись, семья была выселена из своего дома и переехала в Корпус-Кристи, где Авраам стал менеджером недавно сформированной группы Selena y Los Dinos. Пытаясь заработать денег, коллектив начал выступать на улицах, свадьбах, кинсеаньерах и ярмарках.
Вскоре популярность Селены как вокалистки начала значительно возрастать и количество концертов постепенно увеличивалось. Однако плотный график поездок стал мешать образованию Селены. В результате отец забрал её из школы, когда она училась в восьмом классе. Учительница Селены Мэрилин Грир не одобряла музыкальную карьеру девочки. Она пригрозила Аврааму, что сообщит об этом в Техасский Совет по образованию, полагая, что условия, в которых находилась Селена, были неуместны для девочки её возраста. В ответ Авраам попросил Грир «не лезть не в своё дело». Другие учителя также были обеспокоены тем, как устало выглядела Селена, когда приезжала в школу. В итоге Селена перевелась в американскую заочную школу в Чикаго и в семнадцать лет получила диплом о среднем образовании, а также была принята в Университет штата Луизиана. Она поступила в Тихоокеанский Западный Университет, выбрав в качестве специальности управление бизнесом.
После того, как Авраам отремонтировал старый автобус, которому дал имя «Большая Берта», семья начала использовать его для гастрольных поездок. В первые годы гастролей семье приходилось петь даже за еду, денег едва хватало на бензин. В 1984 году при поддержке Freddie Records Селена записала свой первый альбом Selena y Los Dinos. Изначально она хотела петь на английском языке, но Авраам считал, что Селена должна исполнять песни, относящиеся к культуре её предков. Таким образом, в репертуар певицы вошли композиции в стиле техано, мужском испаноязычном жанре с немецким влиянием польки, джаза и кантри, который популяризировали мексиканцы, проживающие в США. Во время записи диска Селене пришлось изучать испанский язык на слух, с чем ей помог отец. В 1985 году в рамках промокампании альбома Селена посетила популярное испаноязычное радиошоу Джонни Каналеса, в котором продолжала принимать участие в течение нескольких лет. В 1987 году Селена одержала победу на Tejano Music Awards в номинации «Лучший женский вокал», где её заметил музыкант Рик Тревино, основатель этой премии. Певица получала эту награду следующие девять лет подряд. Техасские заведения часто отказывали группе в выступлениях: причиной тому служил юный возраст музыкантов и то, что в группе солировала женщина. Промоутеры часто говорили отцу Селены, что она не добьётся успеха в музыкальном жанре, в котором исторически доминировали мужчины. Тем не менее, к 1988 году Селена записала в составе группы пять пластинок: Alpha (1986), Munequito de Trapo (1987), And the Winner Is… (1987), Preciosa (1988) и Dulce Amor (1988).

### 1989—1991:Selena,Ven Conmigoи отношения с Крисом Пересом

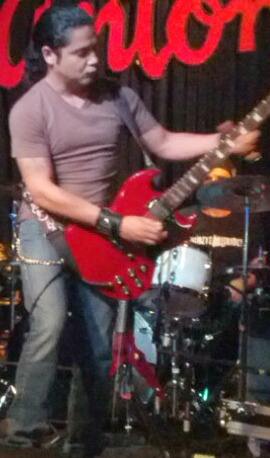
Несмотря на возражения отца, Селена состояла в отношениях с гитаристом Крисом Пересом.

В 1989 году выступление Селены на церемонии награждения Tejano Music Awards увидел руководитель компании EMI Latin Хосе Бехар, который на тот момент искал новых латиноамериканских исполнителей, и решил подписать певицу на лейбл EMI Capitol. Глава Sony Music Latin, также наблюдавший за выступлением Селены, предложил Аврааму Кинтанилье-младшему вдвое больше гонорара Capitol. Кинтанилья-младший принял предложение EMI Latin: он хотел, чтобы Селена записала кроссоверный альбом, и чтобы его дети стали первыми музыкантами этого лейбла. Прежде чем Селена начала работать над первой сольной пластинкой, Бехар и Стивен Финфер запросили для певицы запись кроссоверного альбома. Селена записала три песни на английском языке для руководителей одного из отделов EMI, отвечающего за поп-музыку. Запрос Бехара и Финфера, однако, был отклонён: Селене объяснили, что ей необходимо иметь более широкую фан-базу для того, чтобы такой альбом хорошо продавался. После того, как Чарльз Коппельман отклонил проект, Бехар считал, что EMI Records и общественность не верят в «кроссоверный потенциал» мексикано-американской женщины.
17 октября 1989 года Селена выпустила дебютный сольный альбом Selena. Большинство композиций певица записала на студии AMEN в Сан-Антонио, а треки «Sukiyaki» и «My Love» были записаны в Хьюстоне на Sunrise Studios. Автором композиции «My Love» выступила сама певица. «Sukiyaki» впервые исполнил японский певец Кю Сакамото; песня Селены представляет собой испанский перевод англоязычной версии Дженис Мари Джонсон. Selena добрался до седьмой позиции в американском хит-параде Billboard Regional Mexican Albums, став первым альбомом Селены, попавшим в национальный музыкальный чарт. Диск продавался намного лучше, чем записи других певиц, исполняющих музыку в стиле техано. Главным музыкальным продюсером и автором песен Селены на протяжении всей её карьеры являлся Эйби Кинтанилья, брат певицы.
В том же году Coca-Cola предложила Селене стать лицом компании в Техасе. Джингл, который использовался в первых двух рекламных роликах с участием певицы, написали Эйби и Крис Перес — гитарист, присоединившийся к группе Selena y Los Dinos месяцами ранее. Несмотря на то, что в Сан-Антонио у Переса была возлюбленная, он вскоре начал испытывать романтические чувства к Селене. После поездки с группой в Мексику, Перес решил, что для него и Селены будет лучше, если он дистанцируется от неё, но осознав, что это невозможно, он попытался построить с певицей отношения. Вскоре Селена и Перес признались друг другу в своих чувствах и начали встречаться. Пара скрывала свои отношения, так как боялась, что отец Селены попытается им помешать.
В сентябре 1990 года вышел второй альбом Селены Ven Conmigo. С пластинки было выпущено три сингла: «Ya Ves», «La Tracalera» и «Baila Esta Cumbia», которая стала одной из самых успешных песен Селены. Композиция была также популярна и в Мексике, где был выпущен одноимённый сборник, получивший в этой стране платиновый статус за 150 000 проданных экземпляров.
В 1991 году поклонница Селены Иоланда Сальдивар предложила Кинтанилье-младшему основать в Сан-Антонио фан-клуб. Эта идея пришла к ней после посещения одного из концертов Селены. Кинтанилья-младший одобрил это решение, так как считал, что фан-клуб позволит расширить аудиторию группы. Вскоре Сальдивар стала близкой подругой Селены и всей семьи, а также заняла должность исполняющей обязанности президента фан-клуба. В том же году сальвадорский певец Альваро Торрес написал песню, которую хотел исполнить дуэтом с Селеной. Композиция, получившая название «Buenos Amigos», была спродюсирована Энрике Элизондо и вошла в десятый студийный альбом Торреса Nada Se Compara Contigo (1991). Песня заняла первую строчку в американском хит-параде Billboard Top Latin Songs, став первым синглом Селены, возглавившим данный чарт. Видеоклип на «Buenos Amigos» принёс исполнителям две номинации на премию Billboard Music Awards в 1992 году. Сингл также был номинирован на Tejano Music Awards в категории «Дуэт года». Биограф Дебора Паредес отметила, что именно эта песня открыла для Селены значительные перспективы, в том числе и возможность отправиться в тур по западному и восточным побережьям США. По словам Джона Ланнерта из журнала Billboard, «Buenos Amigos» увеличила количество ротаций других композиций Селены на мексиканских радиостанциях, которые до этого не ставили их в эфир.

### 1992—1993: побег,Entre a Mi MundoиSelena Live
Узнав об отношениях Селены с Крисом Пересом, сестра певицы Сюзетт сообщила об этом отцу. Кинтанилья-младший выставил Переса из гастрольного автобуса и заявил, что их отношения с Селеной окончены. Несмотря на возражения отца, Селена продолжила встречаться с Пересом. В отличие от отца, мать Селены Марселла поддерживала отношения дочери. После того, как Кинтанилья-младший застал в автобусе Селену и Переса вместе, между ним и Селеной возник конфликт. Кинтанилья-младший пригрозил, что распустит группу, если Селена продолжит отношения с Пересом. Уволив Переса из группы, отец помешал Селене уехать с ним, однако даже после этого Селена не прекратила тайных встреч с возлюбленным. Утром 2 апреля 1992 года Селена и Перес решили сбежать, полагая, что Кинтанилья-младший никогда не одобрит их отношения. Селена считала, что после свадьбы отец должен будет принять их отношения, и что им больше не придётся скрывать свои чувства. После свадьбы в СМИ появлялись новости о побеге пары. Молодожёны переехали в квартиру в Корпус-Кристи. Семья Селены пыталась найти её; Кинтанилья-младший воспринял эту новость негативно. В своих интервью он рассказывал, что беспокоился за музыкальную карьеру Селены: он боялся, что Перес может помешать карьере дочери, и именно это стало причиной, по которой он не одобрял их отношения. Позже Кинтанилья младший всё же принял брак дочери, извинился перед Пересом и вернул его в группу.
В мае 1992 года Селена выпустила третий сольный альбом Entre a Mi Mundo. Диск получил положительные отзывы критиков, которые называли его «прорывом» в карьере певицы. Пластинка восемь месяцев подряд возглавляла хит-парад Billboard Regional Mexican Albums. Сертифицированный как платиновый, альбом разошёлся тиражом более 600 000 экземпляров в США. В Мексике же было продано 385 000 экземпляров диска. При этом Entre a Mi Mundo стал первым женским альбомом в стиле техано, продажи которого превысили 300 000 экземпляров. В качестве синглов были выпущены четыре композиции: «Como la Flor», «¿Qué Creías?», «La Carcacha» и «Amame». «Como la Flor» получила положительные отзывы музыкальных критиков и стала «визитной карточкой» певицы. Композиция возглавляла хит-парады латиноамериканской музыки и принесла Селене популярность в Мексике. Сингл занял шестую строчку в чарте Billboard Top Latin Songs и был номинирован на премию Tejano Music Awards в категории «Песня года». В 1994 году Entre a Mi Mundo  стал вторым наиболее продаваемым мексиканским альбомом за всё время. В поддержку диска Селена отправилась в мексиканский город Монтеррей для пресс-тура. Певица не очень хорошо говорила по-испански: руководители лейбла EMI Latin были «в ужасе» от её испанского во время пресс-конференции. Однако по словам Патоски, Селена умело провела конференцию и завоевала признание мексиканских СМИ. В прессе певицу назвали «народной исполнительницей» и отметили, что она в лучшую сторону отличается от «светлокожих, светловолосых и зеленоглазых» актёров мексиканских теленовелл. В рамках тура Селена дала в Мексике несколько концертов. В мае 1993 года певица выступила на фестивале в Акапулько, получив положительные отзывы критиков. 17 сентября состоялся концерт в Нуэво-Леоне, на котором присутствовало 70 000 зрителей, после чего за Селеной закрепилась слава лучшей исполнительницы техано в Мексике.
В мае 1993 года вышел концертный альбом Selena Live!. Диск был записан во время бесплатного концерта в Мемориальном Колизее Корпус-Кристи 7 февраля того же года. В альбом вошли ранее изданные треки в живом исполнении, а также три студийные песни — «No Debes Jugar», «La Llamada» и дуэт с Эмилио Наваира «Tú Robaste Mi Corazón». Композиции «No Debes Jugar» и «La Llamada» попали в первую пятёрку хит-парада Billboard Top Latin Songs. Также пластинка одержала победу на премии «Грэмми» в категории «Лучший мексиканский/мексикано-американский альбом». В мае 1994 года Live! был признан альбомом года на церемонии награждения Billboard Latin Music Awards. Помимо этого диск одержал победу на Tejano Music Awards в категории «Альбом года» и получил номинацию на Premio Lo Nuestro 1994 как «Мексиканский альбом года». Продажи альбома в США составили 500 000 экземпляров, за что ему был присвоен золотой статус, в то время как в Мексике было продано 250 000 экземпляров пластинки.
В 1993 году Селена снялась в двух эпизодах мексиканского телесериала «Две женщины, одна судьба», собравших весьма высокие рейтинги. В 1995 году певица вела переговоры о съёмке в другой теленовелле, спродюсированной Эмилио Лароса.

### 1994—1995: открытие Selena Etc.,Amor Prohibidoи дебют в кино
В 1994 году Селена начала разрабатывать собственную линию одежды. Вскоре певица открыла два бутика, получивших название Selena Etc.: один из магазинов находился в Корпус-Кристи, а другой — в Сан-Антонио. При каждом из бутиков находился собственный салон красоты. Селена также вела переговоры об открытии магазинов в Монтеррее и Пуэрто-Рико. Обоими бутиками управляла Иоланда Сальдивар, так как семье Кинтанилья нравилось, как она руководила фан-клубом. По данным журнала Hispanic Business, прибыль певицы от этих бутиков составила свыше пяти миллионов долларов. В результате, Селена стала одной из двадцати самых богатых латиноамериканских исполнителей в 1993 и 1994 годах.
В марте 1994 года Селена выпустила четвёртый студийный альбом Amor Prohibido. Пластинка дебютировала под третьим номером в американском хит-параде Billboard Top Latin Albums и под первым в Billboard Regional Mexican Albums. Возглавив Top Latin Albums, альбом продолжал оставаться в первой пятёрке чарта до конца года и находился там по состоянию на начало 1995 года. Amor Prohibido стал вторым альбомом в стиле техано, который к концу года был распродан тиражом в 500 000 экземпляров; ранее аналогичное достижение имела только группа La Mafia. Диск стал одним из самых продаваемых альбомов латиноамериканской музыки в США: в частности, он оказался в числе самых продаваемых альбомов 1995 года в стране. Продажам диска и его одноимённого сингла сопутствовал первый коммерческий успех музыки техано в Пуэрто-Рико. Количество проданных экземпляров пластинки в США составило 2,16 миллионов, за что ей 36 раз был присвоен платиновый статус.
Amor Prohibido популяризировал музыку техано среди более молодой и широкой аудитории. С пластинки было выпущено четыре успешных сингла: заглавный трек, «Bidi Bidi Bom Bom», «No Me Queda Más» и «Fotos y Recuerdos». Композиции «Amor Prohibido» и «No Me Queda Más» стали самыми успешными синглами латиноамериканской музыки в 1994 и 1995 годах соответственно. Благодаря коммерческому успеху альбом был номинирован на «Грэмми» в категории «Лучший мексиканский/американский альбом» в 1995 году. Диск был признан лучшей записью года на церемонии награждения Tejano Music awards и лучшим мексиканским альбомом на Lo Nuestro Awards. Во время гастрольного тура Amor Prohibido Селену назвали «одной из самых успешных гастролирующих латиноамериканских исполнителей». Журнал Billboard назвал Amor Prohibido одним из наиболее значимых латиноамериканских альбомов за последние 50 лет и внёс пластинку в свой рейтинг 100 лучших альбомов всех времён. В 2008 году Том Мун включил диск в свой список «1000 лучших альбомов, которые нужно прослушать прежде, чем умереть». В 2017 году пластинка заняла 19-ю строчку в рейтинге 150 величайших женских альбомов по версии NPR.
В 1994 году Селена записала песню с группой Barrio Boyzz под названием «Donde Quiera Que Estés», которая вошла в одноимённый альбом коллектива. Композиция возглавила чарт Top Latin Songs, что позволило Селене отправиться на гастроли в Нью-Йорк, Аргентину, Пуэрто-Рико, Доминиканскую Республику и Центральную Америку, где ранее певица была малоизвестна. В конце того же года председатель EMI Чарльз Коппельман пришёл к мнению, что Селена достигла высот на испаноязычной сцене, и решил начать продвигать её как сольную исполнительницу на англоязычный музыкальный рынок. Певица продолжала гастролировать, а лейбл в это время начал готовиться к записи кроссоверного альбома и привлёк к работе композиторов-лауреатов «Грэмми». В феврале 1995 года Селена дала масштабный аншлаговый концерт на хьюстонском Астродроме, и к тому времени уже началась работа над англоязычной пластинкой.
В 1995 году Селена сыграла эпизодическую роль в фильме «Дон Жуан де Марко», в котором также снялись Марлон Брандо, Джонни Депп и Фэй Данауэй.

## Смерть
В начале 1994 года семья Кинтанилья назначила Иоланду Сальдивар управляющей бутиками Селены. Спустя восемь месяцев Сальдивар заняла должность зарегистрированного агента Селены, после чего переехала из Сан-Антонио в Корпус-Кристи, чтобы быть ближе к певице. В декабре 1994 года оба бутика начали страдать из-за сокращения персонала. По словам сотрудников, Сальдивар часто увольняла тех, кого недолюбливала; они часто жаловались Селене на поведение Сальдивар, но та считала, что Сальдивар не станет наносить вред её предприятию. Вскоре сотрудники стали направлять свои жалобы на Сальдивар Кинтанилье-младшему, который серьёзно отнёсся к этим заявлениям: он велел Селене «быть осторожной» и предупредил, что Сальдивар может оказывать на неё нехорошее влияние. Селена не придала особого значения просьбам отца, так как он не доверял людям в прошлом. В январе 1995 года модельер Селены Мартин Гомес, её кузина Дебра Рамирес и клиенты выразили свои опасения по поводу поведения Сальдивар и её управленческих навыков. В 1995 году репортёры из The Dallas Morning News во время интервью с Сальдивар выразили мнение, что её преданность Селене граничит с одержимостью.
В январе 1995 года Кинтанилья-младший стал получать звонки от недовольных поклонников, которые заплатили за членство в фан-клубе и ничего не получили взамен. Вскоре он обнаружил, что Сальдивар потратила более 30 000 долларов по поддельным чекам из фан-клуба и бутиков. В ночь на 9 марта Кинтанилья-младший провёл собрание с Селеной и Сюзетт в офисе Q-Productions для того, чтобы решить вопрос с Сальдивар. Кинтанилья-младший предъявил Сальдивар несоответствия по поводу исчезнувших средств и предупредил, что если она не предоставит доказательств, опровергающих его обвинения, он обратится в полицию. После этого он запретил Сальдивар общаться с Селеной. Однако Селена не хотела прекращать дружбу с Сальдивар: она полагала, что Сальдивар была необходима для успеха линии одежды в Мексике и хотела держать её рядом, так как у той были учётные документы банка, выписки из счетов и финансовые отчёты, необходимые для расчёта налогов.
За несколько дней до смерти Селены Сальдивар должна была передать ей банковские счета и финансовые отчёты, но вскоре заявила, что подверглась физическому и сексуальному насилию в Мексике. 31 марта 1995 года Селена и Сальдивар отправились в клинику, чтобы проверить Сальдивар на предмет нападения, которое, по её словам, произошло в Монтерее. Врач клиники провёл небольшой осмотр, который не включал в себя гинекологическое обследование, проводимое в случаях сексуального насилия. Медсестра Карла Энтони предположила, что Сальдивар должна была пройти обследование на предмет изнасилования в Сан-Антонио по трём причинам: Сальдивар была жительницей Сан-Антонио, клиника, которую они тогда посетили, находилась в Корпус-Кристи, а само нападение произошло в Мексике. После этого Селена вновь встретилась с Сальдивар в её гостиничном номере в отеле Days Inn в Корпус-Кристи. Там Селена потребовала вернуть ей все документы на магазины. В 11:48 (CST) Сальдивар достала из своей сумочки пистолет и направила его на Селену. Когда Селена покидала номер, Сальдивар выстрелила ей в правую лопатку, что повредило артерию и вызвало сильную потерю крови. Тяжело раненая Селена побежала к вестибюлю, оставляя за собой кровавый след, который составил в общей сложности 392 футов (119 м). Сальдивар продолжала гнаться за ней, называя «сукой». После того, как администратор отеля вызвал скорую помощь, Селена упала на пол. Назвав имя стрелявшего и номер комнаты, Селена потеряла сознание. Тем временем, Сальдивар попыталась уехать на своём пикапе, однако её заметил полицейский патруль, прибывший на место происшествия. После почти девятичасового противостояния с полицией и ФБР, Сальдивар в итоге сдалась. К тому времени на месте происшествия собрались сотни поклонников Селены; многие плакали, когда полиция увозила Сальдивар.
Селена скончалась по прибытии в больницу Корпус-Кристи. Лечащий врач отделения неотложной помощи пытался привести её в чувство. Кардиолог Луис Элкинс продолжил меры по реанимации и провёл операцию на основании решения врача. Врачи сделали переливание крови и смогли на некоторое время возобновить сердцебиение. В 13:05 (CST), спустя 50 минут после операции, было объявлено, что Селена скончалась от потери крови и остановки сердца. Из-за огромного интереса средств массовой информации в тот же день было проведено вскрытие. Как оказалось, пуля вошла в правую верхнюю часть спины Селены рядом с лопаткой, прошла через грудную полость, перерезала правую подключичную артерию и вышла через правую верхнюю часть груди.

### Похороны

Могила Селены в Приморском Мемориальном парке в Корпусе-Кристи, штат Техас.

1 апреля на площади Bayfront Plaza состоялось Всенощное бдение, на котором присутствовало 3000 поклонников певицы. Там же было объявлено, что церемония прощания состоится на следующий день в концертном зале Bayfront. Поклонники выстроились почти на километр. За час до начала появились слухи о том, что гроб пуст, и это побудило семью Кинтанилья провести церемонию с открытым гробом. Около 30 000—40 000 поклонников прошли мимо гроба Селены. Более 78 000 человек подписали книгу соболезнований. Цветы для гроба были доставлены из Нидерландов. По просьбе членов семьи была запрещена съёмка со вспышкой.
3 апреля 1995 года в Приморском Мемориальном парке Корпуса-Кристи состоялись похороны певицы, на которых присутствовало шестьсот человек; большую часть из них составляли родственники и члены семьи. Радиостанции Корпус-Кристи и Сан-Антонио вели прямую трансляцию без согласия семьи. Служитель Свидетелей Иеговы из Лейк-Джексона проповедовал на английском языке, цитируя слова Апостола Павла в 1 Коринфянам 15. Сотни людей на машинах начали объезжать район. Среди знаменитостей, посетивших похороны Селены, были Роберто Пулидо, Бобби Пулидо, Дэвид Ли Гарза, Навайра, Лаура Каналес, Эльза Гарсия, La Mafia, Рам Эррера, Имиджен Латина и Пит Астудильо. В тот же день на арене спорта в Лос-Анджелесе состоялась месса, на которой присутствовало 4000 человек.

### Последствия
Убийство певицы имело широкий резонанс в американском обществе, реакцию на него сравнивали с откликом на смерть Джона Леннона, Элвиса Пресли и Джона Кеннеди. Крупные телевизионные сети прервали вещание, чтобы сообщить о случившимся. Новость о смерти Селены в течение двух дней была на первых полосах новостей в The New York Times. В честь певицы проводилось множество бдений и мемориальных мероприятий, а радиостанции Техаса проигрывали её песни в режиме нон-стоп. На похороны Селены пришло свыше 60 000 человек, многие из которых приехали в США из других стран. Смерть Селены взбудоражила всё латиноамериканское сообщество: многие поклонники исполнительницы проделали путь в тысячи миль, чтобы увидеть дом певицы, её бутики и место преступления. К середине дня полиция была вынуждена открыть объезд, так как вереница машин начала задерживать движение от дома семьи Кинтанилья. Среди знаменитостей, выразивших соболезнования семье, были Глория Эстефан, Селия Крус, Хулио Иглесиас и Мадонна. Другие знаменитости, включая Тефани Монтьель, Хайме Дианда (из Los Chamacos) и Шелли Лэрс, делились своими мыслями о смерти Селены на радиостанциях. Через несколько дней был выпущен номер журнала People, посвящённый певице. Издатели полагали, что интерес к ситуации скоро ослабнет; когда стало ясно, что интерес повышается, они выпустили в течение недели памятный выпуск, который был распродан тиражом в миллион экземпляров: первые два тиража были раскуплены в течение двух недель. Этот номер стал первым за всю историю журнала предметом коллекционирования. Редактор People, Бетти Кортина, говорила, что до этого у них не было полностью распроданного выпуска: «это было неслыханно». Благодаря успеху этого номера, через несколько месяцев компания выпустила журнал People en Español, ориентированный на испаноязычную аудиторию. Вслед за ним были открыты издания Newsweek en Español и Latina.
Несколько дней спустя Говард Стерн высмеял смерть Селены, её похороны и скорбящих, а также раскритиковал музыку певицы. «Это музыка меня абсолютно не трогает. В песнях Элвина и бурундуков и то больше души… У испаноязычных ужасный вкус в музыке. В ней нет глубины» — высказал Стерн. Комментарии Стерна возмутили и привели в ярость латиноамериканское сообщество в Техасе. В своём шоу Стерн стал проигрывать песни Селены со звуками выстрелов на заднем плане. После того, как на его имя был выдан ордер на арест за нарушение общественного порядка, Стерн выступил в прямом эфире с заявлением на испанском языке, заявив, что не хотел причинять «семье, друзьям и фанатам Селены ещё больше боли». Стерну не было предъявлено официальное обвинение. Лига объединённых латиноамериканских граждан сочла извинения Стерна неприемлемыми и бойкотировала его шоу. Розничные торговые предприятия Техаса изъяли все товары, связанные со Стерном, а Sears и McDonald’s осудили его комментарии, в ответ на обвинения со стороны поклонников Селены в спонсировании шоу Стерна. Через неделю в телепрограмме The Tonight Show with Jay Leno у Стерна и его соведущей Робин Куиверс спросили о допустимости высказываний Стерна в адрес Селены. Куиверс решила не обсуждать эту тему во избежание конфликта со Стерном. Чуть позже на шоу появилась поп-певица Линда Ронстадт, выступившая с поддержкой Селены, после чего между ней и Стерном завязалась словесная перепалка.
12 апреля 1995 года, спустя две недели после смерти Селены, Джордж Буш, губернатор штата Техас на тот момент, объявил день рождения певицы, 16 апреля, Днём Селены в штате. По его словам, Селена представляет «сущность культуры южного Техаса». Некоторые американцы европейского происхождения, проживающие в Техасе, в апреле и мае писали редактору газеты Brazosport Facts, выражая недовольство: одни были оскорблены тем, что День Селены выпал на Пасхальное Воскресенье, другие считали, что «Пасха важнее Дня Селены», и что люди должны позволить Селене покоиться с миром и продолжать жить дальше. Мексиканские американцы из Техаса стали активно писать в газету, полагая, что некоторые слишком критично отнеслись ко Дню Селены и не должны были реагировать так грубо.
В октябре 1995 года Хьюстонское жюри присяжных признало Сальдивар виновной в убийстве первой степени и приговорило к пожизненному заключению с возможным условно-досрочным освобождением через 30 лет в 2025 году. Пожизненное заключение с возможностью условно-досрочного освобождения было максимальным тюремным сроком, разрешённым в Техасе, который мог быть наложен в то время. В 2002 году пистолет, из которого убили Селену, исчез после процесса и обнаружился в доме судебного репортёра. Несмотря на возражения, пистолет был разбит кувалдой (по другим источникам — разрезан на части циркулярной пилой) и выброшен в залив Корпус-Кристи. Историки и поклонники певицы не одобрили это решение, заявив, что событие было историческим и оружие должно было храниться в музее.

## Музыкальный стиль
Певческий голос Селены — сопрано. Питер Уотроус из The New York Times высказал мнение, что голос Селены «иногда дрожал», и поэтому певице приходилось петь более грубо, чем обычно. По его словам, в голосе Селены «таилось спокойствие, своего рода незамысловатая страсть». Итальянский эссеист Гаэтано Прамполини в обзоре на записи певицы в стиле кумбии писал, что «Селена пела с теплотой и радостью». В апреле 1995 года Хосе Бехар в интервью журналу Billboard рассказал, что видел в «стиле, вкусе и вокале» Селены «нечто среднее между Джанет Джексон и Уитни Хьюстон». Ричард Корлисс из журнала Time называл пение Селены «искусной имитацией всего, начиная от мелодраматического контральто Эдит Пиаф и заканчивая колоратурными риффами Мэрайи Кэри». «Но звучание всё ещё слегка латиноамериканское» — считает критик.
В музыкальный репертуар певицы входили композиции в стиле техано, в которых преобладали элементы R&B, латин-попа, технопопа, кантри и диско. Марио Таррадель из The Dallas Morning News отметил, что на протяжении своей карьеры Селена сочетала запоминающиеся ритмы кумбии техано с «уличным» R&B, «олдскульным» соулом, дэнсхолл-регги, «горячей» сальсой и задорным фанком. По мнению Чарльза Тейтама, композиции Селены «выражают любовь и боль, а также силу и страсть». Помимо этого, певица записала несколько песен, затрагивающих тему расширения прав и возможностей женщин, включая «Si La Quieres», «¿Qué Creías?», «Ya Ves» и «Ya No», которые повествуют о недопустимых отношениях и спасении от домашнего насилия. Илан Ставанс назвал музыку певицы «банальной и сверхэмоциональной, не далеко ушедшей от Хуана Габриэля и Иглесиаса». По мнению Ричарда Корлисса, композиции Селены больше «весёлые и задорные, нежели душевные», а её ранние записи идеально подходят для ярмарочной площади.
В журнале Newsweek назвали англоязычные записи певицы «смесью урбан-попа и латиноамериканской сердечности». Как утверждают в Texas Monthly, брат Селены совершенствовал её звучание с помощью фанка и хип-хопа. Музыкальные критики отмечали, что одной из эксклюзивных фишек певицы являлось её эмоциональное исполнение. Для второго альбома Селены Ven Conmigo Эйби Кинтанилья начал писать всё больше песен в стиле кумбии; Рамиро Берр из журнала Billboard подчеркнул, что Селене и её группе удалось «развить ритмичный стиль, демонстрирующий своё растущее совершенство в таких композициях, как „Baila Esta Cumbia“ и заглавном треке». В рецензии к ремиксовому альбому Enamorada de Ti (2012) Стивен Томас Эрлевайн высказал мнение, что песни Селены «уходят корнями в 90-е годы и звучат в духе того времени».

## Имидж
Кинтанилья-младший стремился поддерживать целомудренный и ориентированный на семью образ Селены. В 1989 году несколько пивных компаний предложили певице своё спонсорство, но её отец им отказал. По словам самой Селены, она не хотела записывать откровенные песни из-за своего воспитания, а также по причине того, что её фан-база состояла в основном из детей, для которых певица являлась примером для подражания. Отвечая на вопрос о своей сексуальной привлекательности в период записи англоязычного альбома, Селена утверждала, что «останется такой же», и что её композиции на английском языке не будут содержать ненормативную лексику и затрагивать сексуальные темы. Мануэль Пенья писал, что после 1989 года популярность Селены значительно возросла и с выходом дебютного альбома певица стала секс-символом. Чарльз Тейтам отметил, что самое важное, что привлекало внимание к Селене — это её «красота, сексуальность и юношеское влияние на музыку техано». Автор книги The Mexican American Experience: An Encyclopedia (2010) Мэтт Майер отметил «бешеную» энергетику певицы во время концертов и заметил, что Селена излучала «тепло, страсть и сексуальность», эксплуатируя «непритязательный образ здравомыслящей девушки с соседнего двора». В 1997 году Мария Селесте Аррарас в своей книге о смерти Селены написала, что певица была «милой и харизматичной девушкой». По словам Аррарас, Селена «доверяла всем»: она часто ходила за покупками одна, несмотря на беспокойства отца о её безопасности. Аррарас также отметила «задорную сценическую манеру Селены», и подчеркнула, что певица была «игривой» как на сцене, так и вне её.
В начале 1990-х годов Селена начала носить на концертах бюстье, спандекс или брюки в обтяжку и расстёгнутые жакеты, на что её вдохновили Пола Абдул, Джанет Джексон и Мадонна. В интервью 1992 года Селена прокомментировала, что выбор одежды не отражает её личность. Она носила одежду, подчёркивающую её фигуру, и не боялась носить то, что ей нравилось. По словам Сюзетт Кинтанилья, Селена часто за кулисами разрабатывала и шила вместе с дизайнерами сценические костюмы, буквально за мгновения до выхода на сцену. В NBC News назвали наряды певицы «провокационными». За стиль одежды и танцевальные движения поклонники прозвали её «мексиканской Мадонной». Родителям Селены изначально не нравилось то, как одевается их дочь, поскольку ей подражали молодые девушки. Во время фотосессии к альбому Entre a Mi Mundo (1992), фотограф заметил, что Кинтанилья-младший часто уходил, когда Селена появлялась в откровенных нарядах. Однако позже Селене удалось убедить отца, что такой стиль одежды — модный тренд.
Селена была признана первой женщиной, изменившей общественное восприятие женской красоты в мире музыки техано: будучи феминисткой, она проложила дорогу для других исполнительниц во времена своей карьеры.По словам Селены, она выступала против того, что женщины должны быть «худыми как щепки», и не принимала представления о том, что им следует носить что-то определённое и оставаться «супер-молодыми, чтобы быть красивыми». Бетти Кортина из журнала People высказала мнение, что вызывающий стиль одежды Селены был связан с подражанием Джанет Джексон и Мадонне, и что певица носила «сексуальные наряды, которые [подчёркивали] её латиноамериканское тело». Кортина также отметила, что у Селены был «яркий стиль, невероятное тело, фигура и попа». Аррарас писала, что Селена «начала носить одежду, призванную подчеркнуть её фигуру». По её мнению, макияж Селены не был «вычурным или вульгарным» и певица «выглядела не дёшево, а сексуально».
После смерти Селены некоторые знаменитости усомнились в том, что она была хорошим примером для подражания среди испаноязычных женщин. В частности, таким вопросом задалась Лурдес Портильо, режиссёр документального фильма о певице, выпущенного в 1999 году. По мнению Портильо, танцы Селены в одежде, предполагавшей гиперсексуализацию, содержали в себе неправильный посыл молодым девушкам. Американская писательница Сандра Сиснерос согласилась с утверждением Портильо, что Селена была «не очень хорошим примером для подражания для латиноамериканок».

## Благотворительность
В детстве Селена начала заниматься волонтёрством, помогая таким организациям, как Toys for Tots. Певица была активна в латиноамериканском сообществе США: она посещала местные школы, беседуя с учащимися о важности образования. В Фулморской средней школе в Остине Селена выступала перед двумястами старшеклассниками, рассказывая им о жизненных целях и о том, как важно сохранять позитивный настрой. Она убеждала детей не бросать школу, и объясняла им, что наркотики и алкоголь ни к чему хорошему в жизни не приведут. В свободное время Селена помогала своему сообществу: так, певица выступила в Вашингтоне в честь празднования образования Фракции испаноязычных членов Конгресса США. После последствий урагана Эндрю Селена приняла участие в благотворительном концерте в Хьюстоне для поддержки пострадавших во Флориде.
В августе 1994 года Селена организовала благотворительный бейсбольный матч с целью сбора денег для некоторых благотворительных организаций. Она также помогала гражданским организациям, включая D.A.R.E., и запланировала благотворительный концерт для помощи больным СПИДом. Селена принимала участие в программе Texas Prevention Partnership, которую спонсировала Техасская комиссия по борьбе с алкоголизмом и наркоманией. Комиссия выпустила образовательный видеоматериал, который бесплатно отправляли студентам. Образовательные видео Селены назывались «My Music» и «Selena Agrees». Певица также занималась организацией благотворительного концерта Клубов мальчиков и девочек Америки в Далласе.
В январе 1995 года Селена возглавила фестиваль Teach the Children в Сан-Антонио. Концерт финансировал некоммерческую программу по предоставлению школьных принадлежностей нуждающимся детям. Певица также представляла интересы женщин, подвергшихся насилию, и помогала в приютах для бездомных. Согласно документальному телесериалу Biography, поклонники Селены часто были представителями различных меньшинств: она поощряла их получить максимум возможного от жизни.

## Влияние на популярную культуру и наследие
Селена известна переосмыслением латиноамериканской музыки и её поджанров: техано, кумбии и латин-попа. Певица разрушила несколько барьеров в мире латиноамериканской музыки и считалась большим феноменом, чем само техано: ей удалось стать первой женщиной в истории техано, добившейся большого коммерческого успеха. Она входит в число самых влиятельных латиноамериканских исполнителей за всё время, а также ей приписывается вывод жанра в мейнстрим. Селена также считается «одной из самых значимых мексикано-американских исполнителей конца двадцатого века». В журнале People певицу назвали одной из самых интригующих личностей двадцатого века. Сенатор США Кэй Бэйли Хатчинсон назвала Селену одной из «энергичных женщин, оказавших существенное влияние на культуру страны». Селена стала одной из самых выдающихся мексикано-американских культурных деятелей. Она считается «Королевой техано» и «самой значимой и наиболее популярной исполнительницей техано всех времён». В издании Latin Post певицу назвали одной из самых «культовых исполнителей в истории Латинской Америки», а по мнению New York Times она является «одной из самых значимых латиноамериканских исполнителей одного из значимых периодов».
После смерти Селена стала популярнее, чем при жизни: она вошла в американскую поп-культуру и стала известна огромному числу людей в США и Мексике. Популярность певицы после смерти сравнивали с популярностью Мэрилин Монро и Мадонны в англо-американской культуре. По мнению автора Карлоты Колфилд, Селена является «одной из самых популярных латиноамериканских певиц 1990-х годов». Она была довольно популярна среди представителей ЛГБТ-сообщества и групп меньшинств в США. К моменту своей смерти Селена стала одной из самых известных мексикано-американских исполнителей и самой популярной латиноамериканской исполнительницей в США. У неё появилось огромное количество поклонников среди испаноязычного населения. После смерти Селены музыка техано утратила свою популярность. Зак Куэнтейнс из газеты The Monitor отметил, что смерть певицы понесла «невообразимую потерю» в истории техано. В 2007 году Джон Ланнерт из журнала Billboard в одном из выпусков документального телесериала Biography, посвященного певице, высказал мнение, что после смерти Селены музыкальный жанр техано перестал пользоваться популярностью.
В июле 1995 года вышел посмертный англоязычный альбом Селены Dreaming of You, над которым певица работала незадолго до смерти. В день релиза было продано 175 000 экземпляров в США, что тогда являлось рекордом для исполнительниц. В первую неделю продажи диска составили 331 000 экземпляров. Селена стала третьей исполнительницей после Джанет Джексон и Мэрайи Кэри, чей альбом был распродан тиражом более 300 000 экземпляров за одну неделю. Dreaming of You стал первым альбомом испаноязычного исполнителя, дебютировавшим на вершине американского хит-парада Billboard 200. Селена стала третьей исполнительницей, чей посмертный альбом дебютировал на первом месте и первой певицей в истории Billboard, чьи пять студийных альбомов находились в чарте Billboard 200 одновременно. В США было продано 3,54 миллиона условных единиц альбома, за что ему 59 раз был присвоен платиновый статус. Согласно Nielsen SoundScan, по состоянию на 2017 год продажи диска в США составляют более 2,942 миллионов экземпляров, что делает его самым продаваемым латиноамериканским альбомом в стране за всё время. По состоянию на 2015 год мировые продажи альбома превышают пять миллионов экземпляров. В 2008 году Джои Герра из газеты Houston Chronicle высказал мнение, что главный сингл пластинки «I Could Fall in Love» позволил «богине техано посмертно стать звездой кроссовера». Считалось, что смерть певицы пробудила интерес к латиноамериканской музыке людей, даже не подозревавших о её существовании. Существовало также мнение, что смерть Селены «открыла двери» другим латиноамериканским исполнителям, таким как Дженнифер Лопес, Рики Мартин и Шакира.
В 1995 году администрация социального обеспечения США включила имя Селена в число 100 самых популярных имён для новорожденных девочек; певица Селена Гомес подтвердила, что её назвали в честь Селены Кинтанильи. В декабре 1999 года Селена была признана «лучшей латиноамериканской исполнительницей 90-х годов» и «самой коммерчески успешной латиноамериканской исполнительницей» по версии журнала Billboard; четырнадцать синглов певицы попали в первую десятку хит-парада Top Latin Songs, среди них семь хитов номер один. Более того, Селена стала самой коммерчески успешной латиноамериканской певицей 90-х в США и Мексике. В 2010 году на церемонии награждения Tejano Music Awards Селена была признана «Лучшей вокалисткой» 80-х и 90-х годов.

### Посмертные фильмы и почести
В последующие месяцы после смерти певицы было предложено переименовать в её честь несколько улиц, общественных парков, продуктов питания и концертных залов. Спустя два месяца Селене отдали дань уважения на церемонии награждения Lo Nuestro Awards. В 1996 году в честь Селены была учреждена премия «Дух надежды», которая присуждалась латиноамериканским исполнителям, занимающимся гуманитарными и общественными инициативами. В 1998 году был открыт музей имени Селены. 16 марта 2011 года Почтовая служба США выпустила мемориальную марку «Латиноамериканские легенды» в честь Селены, Карлоса Гарделя, Тито Пуэнте, Селии Круз и Кармен Миранды.
В 1995 году Селена была включена в Зал славы латиноамериканской музыки журнала Billboard, Зал славы Hard Rock Cafe и Зал славы музыки Южного Техасса, а в 2001 году — в Зал славы музыки техано. В 2017 году певица удостоилась звезды на Голливудской «Аллее славы». На церемонии открытия звезды присутствовало 4500 поклонников исполнительницы; это было самое большое количество посетивших какую-либо церемонию открытия за всю историю Голливудской «Аллеи славы». Писательница Лори Ясински назвала Селену одной из 20 самых влиятельных техасцев за всё время. Селена заняла пятую строчку в рейтинге «100 самых влиятельных латиноамериканских исполнителей двадцатого века» по версии Orange County Register. В СМИ певицу часто называют «Королевой латиноамериканской музыки», «Королевой кумбии», «Элвисом-чикано», «Королевой смешанной поп-культуры», «испаноязычной Мэрилин Монро», «Тупаком Шакуром латиноамериканской музыки», «Королевой Корпус-Кристи» и «народной принцессой». Чаще всего Селену сравнивали с Мадонной, чем с другими знаменитостями, и многие СМИ называли её «Мадонной музыки техано». В феврале 2014 года в нью-йоркской газете Times Union Селену назвали одной из «100 самых крутых американцев в истории».
В 1995 году мексиканская актриса Сальма Хайек была выбрана на роль Селены в биографическом фильме, снятым семьёй Кинтанилья и Warner Bros.. Однако Хайек отказалась от роли: она посчитала, что на тот момент было «слишком рано» снимать фильм про Селену, и что он будет довольно эмоциональным, так как смерть певицы всё ещё освещалась на американском телевидении. На главную роль прослушивались более 21 000 девушек; это был второй крупнейший кастинг после прослушивания на роль Скарлетт О’Хары в фильме «Унесённые ветром». Вскоре Хайек заменила американская актриса и танцовщица Дженнифер Лопес, которую изначально критиковали из-за пуэрто-риканского происхождения, но после просмотра её выступления поклонники Селены изменили своё мнение о ней. Фильм вышел в прокат 21 марта 1997 года. Режиссёром выступил Грегори Нава. Премьера состоялась в 1850 кинотеатрах по всему миру, общая выручка составила 11 675 722 миллионов долларов; это был второй самый кассовый дебют фильма на той неделе. Кинокартина была весьма коммерчески успешной: имея производственный бюджет в 20 миллионов долларов, она собрала в прокате 35 миллионов долларов в США. Фильм получил положительные отзывы критиков, которые отмечали, что роль Селены стала для Лопес «судьбоносной». Дальнейшую популярность Лопес в поп-культуре связывали с успехом фильма.
В 1999 году было объявлено, что в марте 2000 года в Сан-Антонио состоится премьера бродвейского мюзикла, посвящённого пятой годовщине смерти певицы. Постановкой шоу занимались бродвейские продюсеры Том Куинн, Джерри Френкель, Питер Фитцджеральд и Майкл Вега. Сценаристом и автором текстов песен выступил Эдвард Галлардо, а композитором — Фернандо Ривас. В 2000 году состоялась премьера мюзикла, получившего название Selena Forever. Шоу проходило в 30 городах США, общий бюджет составил два миллиона долларов. На роль Селены в ходе национального кастинга была отобрана Вероника Васкес, которую сменяла Ребекка Вальдес. Спектакль был анонсирован 21 марта. Его премьера состоялась 23 марта в муниципальном концертном зале Сан-Антонио.
7 апреля 2005 года, спустя неделю после 10-й годовщины смерти Селены, семья певицы и её бывший музыкальный коллектив Los Dinos провели в её честь концерт под названием Selena ¡VIVE!. Шоу транслировалось в прямом эфире Univision и набрало весьма высокие рейтинги, собрав у телеэкранов 3,9 миллионов зрителей, и тем самым став самой просматриваемой телепрограммой на испанском языке в истории американского телевидения. Телевизионная версия концерта также заняла первое место среди программ для взрослых от 18 до 34 лет в Лос-Анджелесе, Чикаго и Сан-Франциско; в Нью-Йорке шоу также стало первым по просмотрам, обогнав в тот вечер эпизод American Idol. Selena ¡VIVE! стал одной из самых просматриваемых телепрограмм среди испаноязычных зрителей, опередив по рейтингам Суперкубок XLII и мексиканскую теленовеллу «Я твоя хозяйка».
В январе 2015 года был анонсирован ежегодный двухдневный фестиваль в честь Селены под названием Fiesta de la Flor, состоявшийся в Корпусе-Кристи. Организатором мероприятия выступила семья Кинтанилья при поддержке бюро посетителей города. На первом фестивале выступили Kumbia All Starz, Крис Перес, Los Lobos, Джей Перес, Little Joe y la Familia, Los Palominos, Стефани Монтьель из группы Las 3 Divas, Нина Диас из Girl in a Coma и участница шоу The Voice Кларисса Стерн. В общей сложности с мероприятия было собрано 13 миллионов долларов, его посетили 52 000 человек, при чём 72 % из них проживали за пределами Корпуса-Кристи. Фестиваль вызвал интерес у жителей 35 штатов и пяти других стран, включая Мексику, Бразилию и Эквадор.
30 августа 2016 года в музее мадам Тюссо в Голливуде была представлена восковая фигура Селены. В том же году компания MAC cosmetics выпустила ограниченную серию косметики Селены. Продукция вышла по инициативе старшего продюсера шоу On Air with Ryan Seacrest Патти Родригес, которая в 2015 году создала петицию, собравшую более 37 000 подписей. Коллекция стала самой продаваемой в истории MAC. В октябре 2016 года певицу включили в Зал славы женщин Техаса Техасского женского университета. В 2017 году в Национальном музее американской истории в Вашингтоне состоялась выставка, посвящённая влиянию Селены на маркетинг. Было отмечено, что благодаря Селене, «рекламодатели впервые начали ориентироваться на конкретную категорию населения».
17 октября 2017 года Google выпустил в честь Селены музыкальный тематический рисунок. 11 декабря 2018 года сервис Netflix анонсировал выход биографического сериала Selena: The Series, основанного на жизни Селены. Его премьера состоялась в декабре 2020 года. В конце 2019 года вышел трейлер, благодаря которому стало известно, что главную роль в сериале исполнит актриса Кристиан Серратос. Исполнительными продюсерами проекта выступили члены семьи Кинтанилья. В 2019 году компания Forever 21 выпустила в память о певице линию одежды под названием «Selena: The While Rose Collection».

### Памятник
Mirador de la Flor (также известен как Selena’s seawall) — бронзовая статуя Селены в полный рост, созданная скульптором У. Татумом. В 1997 году была представлена в Корпус-Кристи. Каждый год памятник привлекает к себе тысячи посетителей: ежегодно его посещают около 300 000 человек со всего мира. Несмотря на то, что памятник остаётся популярной туристической достопримечательностью, его строительство изначально было встречено некоторым сопротивлением со стороны местной общины. Постройку статуи финансировал местный благотворительный деятель Дасти Даррилл при поддержке местных общественных лидеров. Поклонники Селены со всего мира собираются у памятника, делятся воспоминаниями и оплакивают уход певицы.

## Дискография
Сольные студийные альбомы
- Selena (1989)
- Ven Conmigo (1990)
- Entre a Mi Mundo (1992)
- Amor Prohibido (1994)
- Dreaming of You (1995)

## Фильмография
| Год  |     | Русское название         | Оригинальное название  | Роль                                |
| ---- | --- | ------------------------ | ---------------------- | ----------------------------------- |
| 1993 | с   | Две женщины, одна судьба | Dos mujeres, un camino | в роли самой себя (в двух эпизодах) |
| 1995 | док |                          | Latin Nights           | в роли самой себя                   |
| 1995 | ф   | Дон Жуан де Марко        | Don Juan DeMarco       | певица мариачи                      |

## Комментарии
1. 1 2  Издания, назвавшие Селену «Королевой техано»: Entertainment Weekly[219], журнал Billboard[220], журнал Los Angeles[англ.][221], журнал Vibe[222], The Huffington Post[223] и The New York Times[224].
2. ↑  Издания, назвавшие Селену «мексикано-американским аналогом Мадонны»: The Victoria Advocate[англ.][4], New York Times[5], MTV.com[6], Rhapsody[англ.][7]
3. ↑  По другим данным было продано около 30 миллионов экземпляров пластинок певицы[10]
4. ↑  Согласно книге Стейси Ли, продажи альбома составили 300 000 экземпляров[2]. По данным Марии Селесте Аррарас[англ.] было продано 385 000 экземпляров[76].
5. ↑  «Fotos y Recuerdos» достигла первой строчки в хит-парадах после смерти певицы[107]. «Amor Prohibido», «Bidi Bidi Bom Bom» и «No Me Queda Más» возглавляли чарты до смерти Селены.
6. ↑  Согласно показаниям медсестры Карлы Энтони на суде над Сальдивар, Селена и Сальдивар посетили клинику 24, а не 31 марта[124]. Множество других источников указывает на то, что сестра Энтони ошибается.
7. ↑  для латиноамериканских альбомов.